# قورباغه خال‌دار کلمبیا
قورباغه خال‌دار کلمبیا (نام علمی: Rana luteiventris) نام یک گونه از تیره قورباغه‌های اصلی است.